# Egern
 For alternative betydninger, se Egern (flertydig). (Se også artikler, som begynder med Egern)
Egern (latin: Sciurus vulgaris), også kaldet rødt egern, europæisk egern eller almindeligt egern, er en gnaver i egernfamilien med en kropslængde på omkring 22 centimeter. Den store hale måler 17 centimeter. Det er almindeligt forekommende i Danmark, både i en rød, brun og sort farvevariant.

## Udbredelse
Egernet er udbredt i det meste af Europa, hvor der findes skov. Endvidere findes det mod øst gennem den tempererede del af Asien til Japan.
I Danmark lever egernet overalt, hvor der er skov, bortset fra Læsø, Anholt, Samsø, Fanø, Rømø, Tunø og Ærø.

### Farvevarianter
Der findes tre hovedtyper af pelsfarver: Rød, sort og mørkebrun. Egern af den røde type er især udbredt i nåleskov, mens den sorte især foretrækker løvskov. De forskellige farvetyper er ofte blandet med hinanden i de samme områder, men kan også være karakteristiske for bestemte geografiske områder. F.eks. findes sorte egern fortrinsvis på Fyn. De fleste egern i skovene omkring Sorø er mørkebrune, mens egern i store dele af Jylland og Nordsjælland er røde. Udbredelsen af de forskellige farvetyper afspejler ofte egernets indvandring. I begyndelsen af 1900-tallet blev røde egern udsat enkelte steder i landet, hvorfra de siden har bredt sig stærkt til næsten hele landet, hvor de især trives i nåletræsplantager.

## Udseende
Egernets krop måler 19-28 centimeter, hvortil kommer den 14-24 centimeter lange hale. Blandt danske gnavere er egernet meget karakteristisk ved, at ørerne har en hårdusk i spidsen, og at halen er lang og busket. Halen holdes i en slynge op over ryggen, når dyret sidder i ro. Varbørsterne på snuden er kraftige og længere end hovedet. Ligesom muldvarpen har egernet veludviklede, stive følehår på håndleddet og langs armen. Også på brystet og den forreste del af bugen sidder lange, stive følehår. Følehårene har betydning for dyrets orientering, når det bevæger sig på grene og kviste.
I sommerdragten er hele oversiden sædvanligvis rødbrun, mens undersiden er hvid. Halen er rødbrun både på over- og underside. Nogle af halens hår er ringede med vekslende grålige og gullige ringe, resten er rødbrune. I vinterdragten er overside og hale mere eller mindre blågrå. Hårene har da vekslende hvidlige og grålige ringe. Undertiden er kroppens overside ensfarvet sort, ligesom halen, eller oversiden er rød og halen mere eller mindre sort. Også andre farvetyper findes.
Længden af øvre række kindtænder er 9,75 millimeter, mens nedre række er 9,25 millimeter. Hovedskallens længde er 46 millimeter, og underkæbens længde er 34 millimeter.

## Levevis

### Adfærd
Egernet er et skov- og parkdyr, der tilbringer det meste af sin tid i træerne. Her springer det med stor sikkerhed og elegance rundt på stammer og grene. Det er et udpræget dagdyr, der især er aktivt først og sidst på dagen. På jorden, hvor det ofte finder sin føde, bevæger det sig i spring med halen bølgende efter sig. Dets spor står i grupper på fire og fire. De store bagpoter rammer jorden foran de mindre forpoter. Aftrykket af bagpoterne står som regel på linje, mens forpoterne er forskudt i forhold til hinanden.
Uden for parringstiden lever egernet oftest enkeltvis i territorier, der forsvares over for andre individer. I territoriet bygges flere reder, hvor en enkelt af dem er solidt bygget, mens de andre er mere primitive og benyttes til lejlighedsvis at hvile sig i. Når dyret forskrækkes, løber det ofte frem mod fredsforstyrreren i små sæt, mens det slår kløerne hørbart mod underlaget og samtidig frembringer en smækkende, høj lyd med tungen og bevæger halen frem og tilbage over ryggen.

### Rede
Reden bygges i et træ, ofte tæt ind til stammen støttet af en sidegren. Den er kugleformet med en diameter på 20-50 centimeter. På siden findes et cirka fem centimeter stort indgangshul, der dækkes til i dårligt vejr, eller når egernet har unger, der må forlades for at finde føde. Reden er foret med mos, fjer, hår og græs. Ofte henter egernet disse redematerialer langt fra reden og transporterer dem hjem i en omhyggeligt sammenpakket bolle, der bæres i munden.

### Føde
Egernet lever især af nåletræsfrø, foruden nødder, olden, svampe og undertiden æg og fugleunger.
Især det røde egern er stærkt afhængig af nåletræernes frøsætning. Når den slår fejl, ses massevandringer af egern, som søger mod områder med større fødeudbud, særligt i Sverige og Finland, hvor store områder er dækket af gran eller fyr. Egern kan da opleves vandre over en bred front i en ganske bestemt retning på samme tid, og hverken floder eller søer kan standse dem. Egernet er en god svømmer og holder halen strakt bagud over vandet, for at undgå, at den bliver våd. I et område ramt af fødemangel kan en meget stor del af bestanden deltage i sådanne vandringer.

### Ynglebiologi
Om foråret trænger hannen ind på hunnens territorium. Når den møder hunnen, indtager hannen en særlig positur og udstøder en lyd, der kan gengives som muk-muk. Egern er generelt meget lydhøre over for denne lyd, og mennesker kan ved at efterligne lyden lokke et egern nærmere. Hunnen jages rundt i trækronerne inden parringen. Hannen fortrænges kort efter parringen fra hunnens territorium. Et kuld på 3-7 unger fødes efter en drægtighedsperiode på cirka 38 dage i februar-marts. Ungerne måler cirka seks centimeter og er blinde ved fødslen. Omkring en måned efter, at de er kommet til verden, får ungerne øjne, og 7-8 uger gamle kan de klare sig selv.

## Mennesket og egernet

### Nationaldyr
Egernet blev i 2004 valgt til Danmarks nationaldyr efter en læserafstemning i gratisavisen Søndagsavisen.

### Pengesedler
Et "egern" har tidligere været slang for en tusindkroneseddel,[kilde mangler], da der på en siden udgået pengeseddelserie var et egern på bagsiden.

## Billeder
- Egernet, Sciurus vulgaris.
- Egern med grå vinterpels.